# Endoarteriectomia carotidea
L'Endoarteriectomia carotidea è un intervento chirurgico che consiste nella rimozione di placche ateromatose nell'arteria carotide comune a livello della biforcazione terminale, dove le condizioni di flusso turbolento rendono più frequente la formazione di una placca composta da colesterolo, glucosio, cellule epiteliodi e linfociti. L'intervento è l'unica soluzione per una stenosi carotidea monolaterale con restringimento superiore al 70%, o di una stenosi bilaterale superiore al 50%.

## Storia
La procedura di endoarteriectomia è stata svolta per la prima volta a Lisbona nel 1946 dal chirurgo portoghese Joao Cid dos Santos per rimuovere un'occlusione dell'arteria femorale. Nel 1951 in Argentina fu eseguita un'operazione sulla carotide. Nel 1953 Michael DeBakey fece la prima operazione di endoarteriectomia carotidea senza però pubblicare i risultati sino al 1975. Nel 1954 Felix Eastcott a Londra fece la prima pubblicazione su questa procedura ma non nel senso in cui è intesa oggi. Eastcott infatti non andò a rimuovere la placca dall'interno ma rimosse direttamente l'arteria e fece una anastomosi fra le parti rimanenti.

## Indicazioni
La procedura è indicata in caso di stenosi carotidea monolaterale >70% o bilaterale maggiore del 50%. Inoltre può essere effettuata in soggetti con TIA ricorrenti dovuti a ostruzioni carotidee anche di livello inferiore. Dal 2018 la comunità medica internazionale si sta domandando se estendere l'utilizzo anche a pazienti asintomatici.

### Controindicazione
La procedura è controindicata in pazienti in cui l'anestesia può portare ad possibili reazioni fatali, per problematiche cardiache come scompenso non trattabile o shock cardiogeno infine non è possibile effettuarla su coloro che hanno già avuto un ictus su di un intero emisfero cerebrale. La procedura viene considerata ad alto rischio su persone con età > 80 anni, prossimità di interventi cardiochirurgici, attacchi cardiaci recenti, BPCO, insufficienza renale, lesioni del rachide cervicale, radioterapia al rachide, danno al nervo laringeo controlaterale, tracheostomia e occlusione completa dell'arteria controlaterale

## Procedimento

### Preoperatorio
Dopo la diagnosi tramite eco-color doppler del collo, viene effettuata una Angio-TC o Angio-RM per visualizzare correttamente la placca nelle sue dimensioni.
Al momento del ricovero, preceduto da visita anestesiologica, vengono effettuati ECG, esami ematochimici per controllare la coagulazione.

### Operatorio
Il giorno dell'operazione con digiuno di almeno 8 ore, può essere effettuata in anestesia locale o generale. Nel primo caso dopo il blocco nervoso del collo e l'immobilizzazione del paziente l'anestesista deve mantenere un contatto vocale con il degente per controllare un eventuale ictus. Nel caso di anestesia generale può essere collocato un casco da EEG per fare la stessa valutazione, prassi ormai abbandonata per i moderni mezzi di monitoraggio anestesiologici.
Dopo l'anestesia il chirurgo vascolare incide la cute del collo in senso cranio-caudale, segue l'apertura del sottocutaneo e del derma, viene incisa la guaina del fascio vascolo-nervoso. Una volta esposta l'arteria carotide viene repertata e isolata con il passaggio di fettucce, a questo punto l'operatore può decidere se posizionare o meno un by-pass temporaneo. Successivamente vengono posizionati 4 clamp, uno a livello della carotide comune prima della placca, una nella carotide interna, uno a livello della carotide esterna e infine uno nell'arteria tiroidea superiore prima della divisione nell'arteria laringea. Segue l'incisione dell'arteria e la rimozione della placca. Infine segue la sutura dell'arteria, che è possibile fare utilizzando solo tessuto già presente oppure posizionando un filo di tessuto artificiale, prima di terminare la sutura arteriosa viene leggermente allentata la clamp per far riempire il vaso e non chiudere con un restringimento, fatto questo viene conclusa la sutura, vengono tolte le clamp e, se inserito, il by-pass. Se non sono presenti sanguinamenti vengono ricuciti i tessuti sovrastanti e posizionato un drenaggio.

### Postoperatorio
Il drenaggio viene rimosso dopo almeno 12 ore in cui non abbiamo un'espulsione di liquido, successivamente possono essere rimossi i punti di sutura secondo la tecnica utilizzata. Il paziente può essere dimesso a partire dalla 3 giornata post-operatoria.

## Complicanze
La complicazione più pericolosa e più frequente è l'ictus intraoperatorio, con una frequenza del 3-5% nei pazienti sintomatici, e 1-3% nei pazienti asintomatici.
Seguono le infezioni e lesioni dei nervi cranici, nell'immediato post-operatorio è possibile una sindrome da riperfusione cerebrale che si manifesta con mal di testa e aumento della pressione arteriosa.
La complicanza a lungo termine è costituita dalla possibile rigenerazione della placca.